# Berberis media
Berberis ×media ist eine Pflanzenart aus der Gattung der Berberitzen (Berberis). Sie ist eine Hybride aus der Thunberg-Berberitze (Berberis thunbergii) und aus Berberis ×hybrido-gagnepainii. 
Der wintergrüne rundliche Strauch ist locker verzweigt und kann bis 2,5 Meter hoch werden; die rotbraunen Zweige des Strauchs sind glatt, die Dornen sind ein- bis dreiteilig, glänzend rotbraun und bis 2,5 Zentimeter lang. Die Laubblätter sind länglich-eiförmig, oberseits stark glänzend dunkelgrün, unterseits blaugrün, bis 3 Zentimeter lang und jederseits mit 3 bis 4 Stachelzähnen besetzt. Die gelben Blüten erscheinen von Mai bis Juni und stehen einzeln oder zu viert in Büscheln; Früchte werden selten ausgebildet. 
Berberis ×media ist als Zuchtform entstanden und wird häufig als Zierstrauch verwendet. ‚Parkjuwel‘ und ‚Red Jewel‘ mit im Austrieb glänzend braunroten, später purpurbraunen und endlich dunkelgrünen Blättern, sind Zuchtformen dieser Hybride.